# Лютневе повстання 1934 року в Австрії
Лютневе повстання 1934 року в Австрії (нім. Februarkämpfe 1934), також відоме як Громадянська війна в Австрії (нім. Österreichischer Bürgerkrieg) — збройні сутички між лівими (соціал-демократичними) та правими угрупуваннями 12—15 лютого 1934 року в містах Відень, Грац, Вінер-Нойштадт, Брук-ан-дер-Мур, Штайр та Юденбург. З обох сторін загинуло й зникло безвісти до 1600 осіб. Придушення повстання усунуло останні політичні сили, здатні чинити опір режиму австрофашизму (1933—1938).

## Передумови

Безробіття у Австрії, 1919−1955 роки

Після розпаду Австро-Угорщини та встановлення парламентської республіки в Австрії політичне життя країни перетворилось на протиборство соціал-демократів (Соціал-демократична партія Австрії), що спирались на робітниче населення міст, і консерваторів (Християнсько-соціальна партія), яких підтримувало сільське населення, заможні класи й католицька церква.
Окрім парламентських партій, і ліві, і праві сили мали бойові організації — Гаймвер (нім. Heimwehr — «Охорона Батьківщини») та Шуцбунд (нім. Schutzbund — «Союз захисту»). Сутички між двома угрупуваннями були справою звичною, починаючи з 1921 року; до 1927 року жертв не було.
Під час демонстрацій у травні 1927 року ультраправі бойовики «Союзу фронтовиків» (нім. Frontkämpfervereinigung) обстріляли ліву демонстрацію в Шаттендорфі; були убиті ветеран Першої світової війни та восьмирічна дитина. В липні трьох звинувачених в убивстві було виправдано судом, що призвело до національного страйку та масових заворушень у Відні. Натовп штурмував і підпалив судову палату, поліція відповіла вогнем на знищення — загалом було вбито 89 осіб (85 з них — ліві учасники демонстрацій). Після подій 1927 року ситуація ненадовго стабілізувалась — до того, як у сусідній Німеччині прийшов до влади Адольф Гітлер.
У лютому 1933 року в Австрії сталась парламентська криза в ході голосування щодо закону про заробітну платню. Незважаючи на можливість подолати кризу парламентськими методами, 4 березня 1933 канцлер Австрії Енгельберт Дольфус розпустив парламент та вжив заходів, що перешкоджали возз'єднанню законодавчих зборів. Влада перейшла до групи консерваторів, рівно віддалених як від австрійських лівих, так і від німецьких націоналістів.
Австрійські ліві складали більш явну загрозу, й режим Дольфуса негайно заборонив «Союз захисту» й заарештував лівих активістів. Діяльність комуністів було міцно загнано у підпілля, але соціал-демократи і профспілки залишались впливовою силою.

## Лютневе повстання

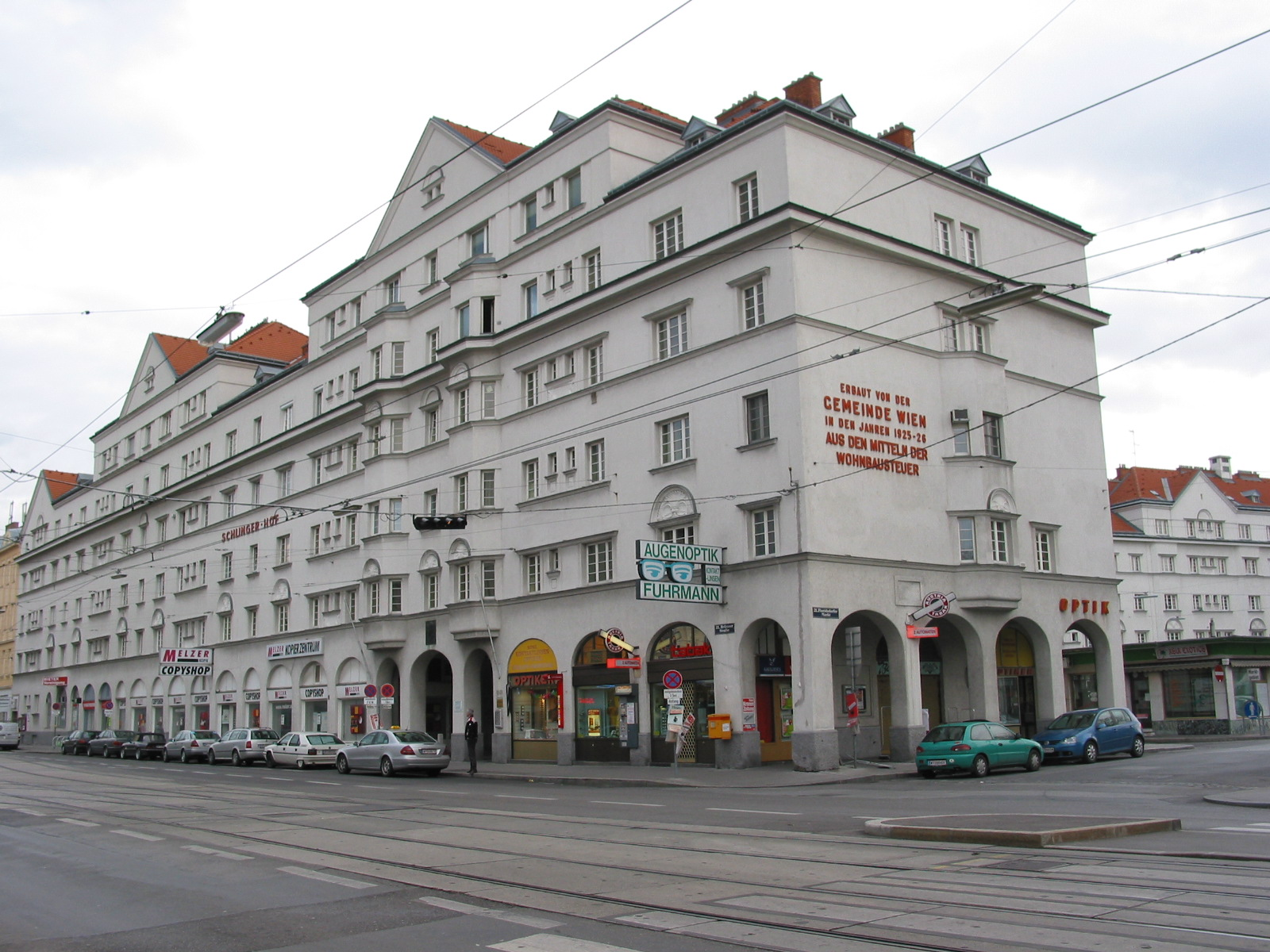
Зведений 1925—1926 муніципальний квартал Шлінгерхоф — у 1934 став опорним пунктом лівих бойовиків

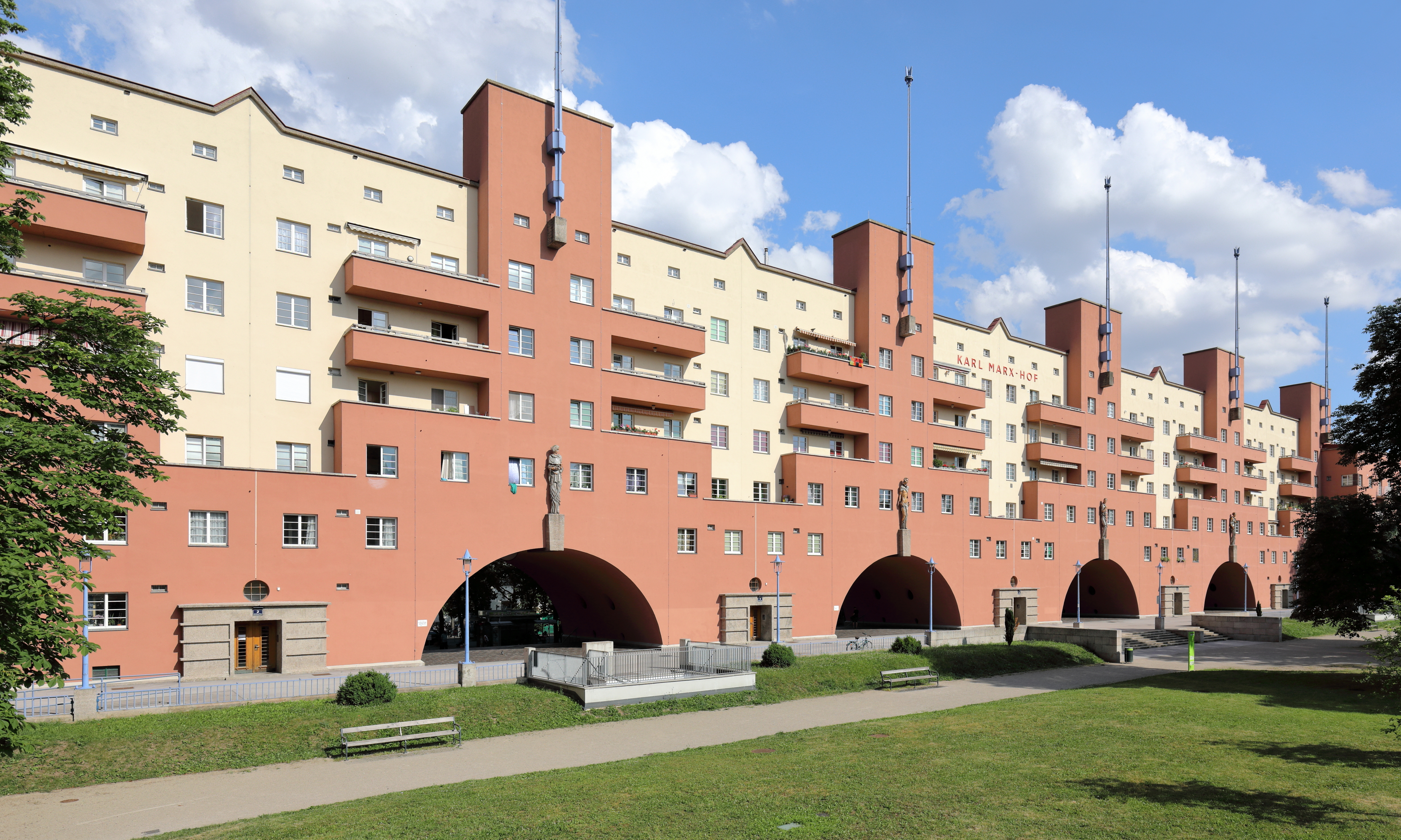
Карл-Маркс-Хоф

12 лютого 1934 року обшук у штаб-квартирі соціал-демократів в Лінці спровокував збройну сутичку між урядовими силами та бойовиками заборонених лівих організацій. Конфлікт охопив крупні міста Австрії, передусім Відень, де ліві бойовики забарикадувались у робітничих кварталах. У 1920-ті роки у Відні було збудовано багато дешевого муніципального житла (нім. Gemeindebauten), й перенаселені робітничі новобудови, такі, як Карл-Маркс-Гоф та Зандляйтенхоф, стали опорними пунктами повстання. Поліція й бойовики ультраправих зайняли сусідні квартали, почалась перестрілка — спочатку зі стрілецької зброї. 13 лютого до конфлікту втрутилась армія (нім. Bundesheer) — на боці ультраправих. Ліві сили були розгромлені артилерійським вогнем. До кінця дня 13 лютого опорні пункти соціал-демократів у Відні та Верхній Австрії припинили опір; 14 лютого, після застосування удушливих газів, здався Флорідсдорф; в Юденбурзі та Брук-ан-ден-Мурі ліві чинили опір до 15 лютого. Вважається, що до 16 лютого всі осередки повстання було придушено.
У Відні тільки на боці лівих загинуло понад 200 осіб, а разом країною — з обох сторін — загинуло і зникло безвісти до 1600 осіб. Уряд провів масові арешти, заповнивши зведений ще 1933 року концтабір Веллерсдорф. Лідери соціал-демократів втекли до Чехословаччини; тих, хто лишився в країні, розстрілювали військові суди.
Усунувши соціал-демократів і профспілки з політичної сцени, уряд Дольфуса консолідував союз консервативних сил та церкви й ухвалив «Травневу конституцію» (нім. Maiverfassung) 1934 року, запозичену у режиму Муссоліні. Дольфус був убитий бойовиками австрійських СС в липні 1934 року, але створений ним режим, відомий як австрофашизм, проіснував до аншлюсу 1938 року.

## Вплив на сучасну державу
В політиці повоєнної Австрії, так само як і до 1933 року, збереглось протистояння соціал-демократів і консерваторів (нинішня ÖVP). Однак засновники Другої Республіки (1955), не бажаючи повтору подій 1934 року, заклали до конституції країни положення, що не дозволяють парламентській більшості усунути меншість від влади й захопити всі гілки влади в країні. Так звана доктрина пропорційного представництва (нім. Proporz) вимагає, щоб міністерські пости розподілялись між партіями пропорційно до їхнього представництва у парламенті. Цей принцип, відігравши свою позитивну роль у період повоєнного відновлення економіки, поступово знівелював політичну боротьбу, оскільки розподіл постів на середньому та нижньому рівнях, зафіксований між партійними угодами, не змінюється десятиріччями, й практично не залежить ані від волі виборців, ані від громадської думки.
Критика цієї системи досягла апогею у 1990-ті роки (в особі Йорга Гайдера). Інтеграція Австрії до Європейського союзу багато в чому послабила негативний вплив пропорційної системи, оскільки регулювання окремих галузей перейшло від національного уряду до загальноєвропейських органів.